# Bahnhof Athen

Der Bahnhof Athen (griechisch Σιδηροδρομικός Σταθμός Αθηνών Sidirodromikós Stathmós Athinón), ehemals offiziell und heute umgangssprachlich Bahnhof Athen-Larisa oder Bahnhof Larisa (Σταθμός Λαρίσης Stathmós Larísis), ist der Fern- und Hauptbahnhof der griechischen Hauptstadt Athen.

## Lage

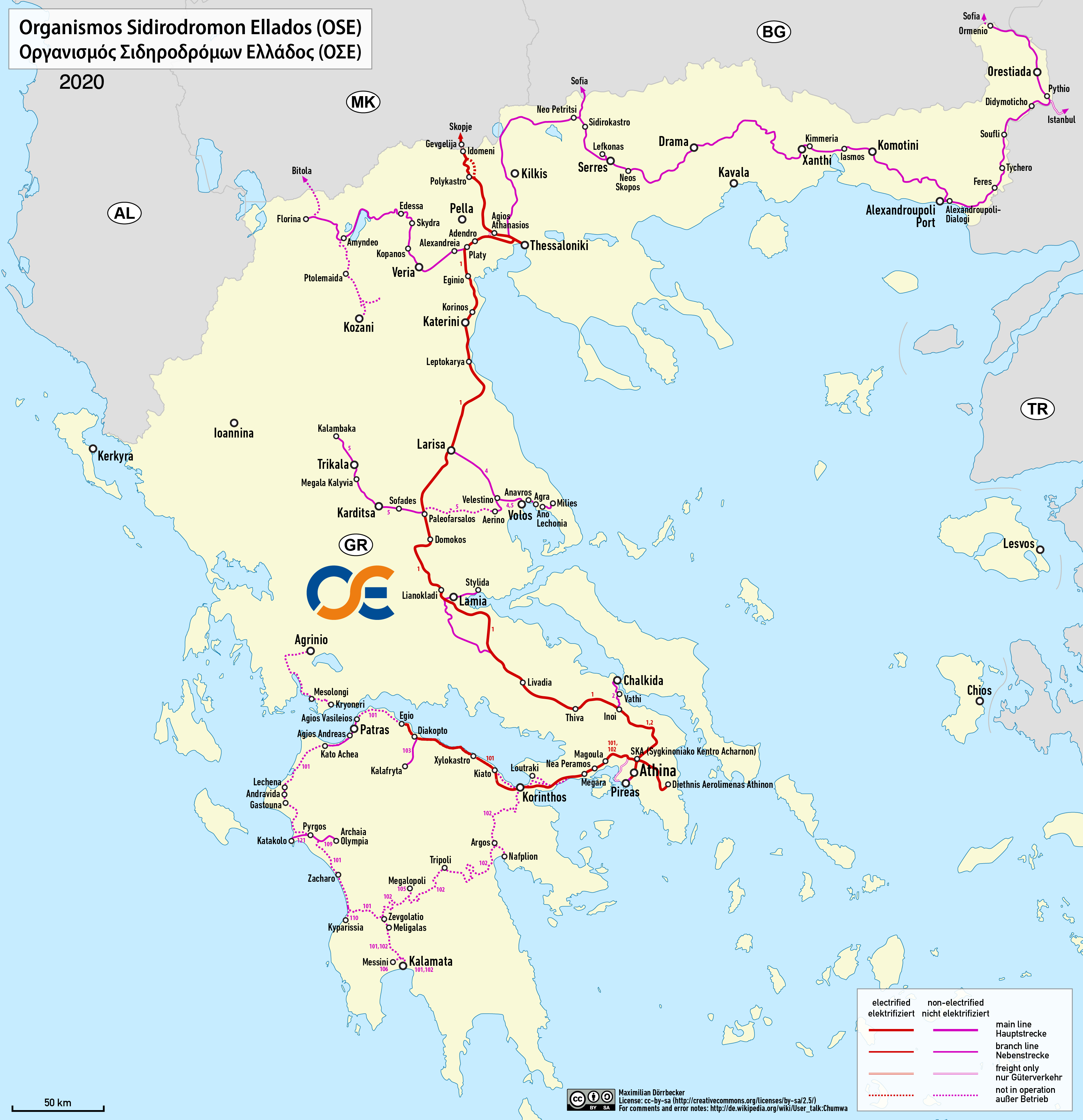
Griechisches Eisenbahnnetz

Der Bahnhof Athen liegt einige Kilometer vor dem südlichen Ende der Strecke Piräus–Thessaloniki. Betrieblich nimmt er trotz seiner Bedeutung für den Reiseverkehr als einfacher Zwischenbahnhof keine zentrale Stellung im griechischen Eisenbahnnetz ein. Der bedeutendste Bahnknoten im Raum Athen, an dem mit wenigen Ausnahmen ebenfalls alle Fernzüge halten, liegt im Athener Vorort Acharnes, etwa zehn Kilometer weiter nördlich. Von dort bestehen Verbindungen auf die Peloponnes über Korinth nach Kiato (ab dort bis Patras verkehren im Anschluss Busse) sowie zum Flughafen Athen-Eleftherios Venizelos. 

## Geschichte
Der Bahnhof wurde 1904 eröffnet und nach der thessalischen Stadt Larisa benannt, die damals die bedeutendste Stadt am nördlichen Ende des griechischen Eisenbahnnetzes war, da Thessaloniki noch zum Osmanischen Reich gehörte. Ab 1921 besaß der Bahnhof über den Simplon-Orient-Express erstmals eine umsteigefreie Verbindung nach Westeuropa. 
Der zweite Athener Bahnhof, der bereits in den 1880er-Jahren erbaute Peloponnes-Bahnhof (Σταθμός Πελοποννήσου Stathmós Peloponnísou) liegt etwas versetzt südwestlich vom heutigen Bahnhof. Er verband Athen über eine meterspurige Strecke mit Piräus und der Peloponnes. Infolge des Neubaus einer bis Patras geplanten normalspurigen Strecke wurde der Verkehr auf der Meterspurstrecke ab Athen 2005 eingestellt und der Peloponnes-Bahnhof stillgelegt. Das unter Denkmalschutz stehende Empfangsgebäude soll für kulturelle Zwecke genutzt werden. Seitdem wurde der Bahnhof Larisa erweitert und umgebaut.

## Verkehr

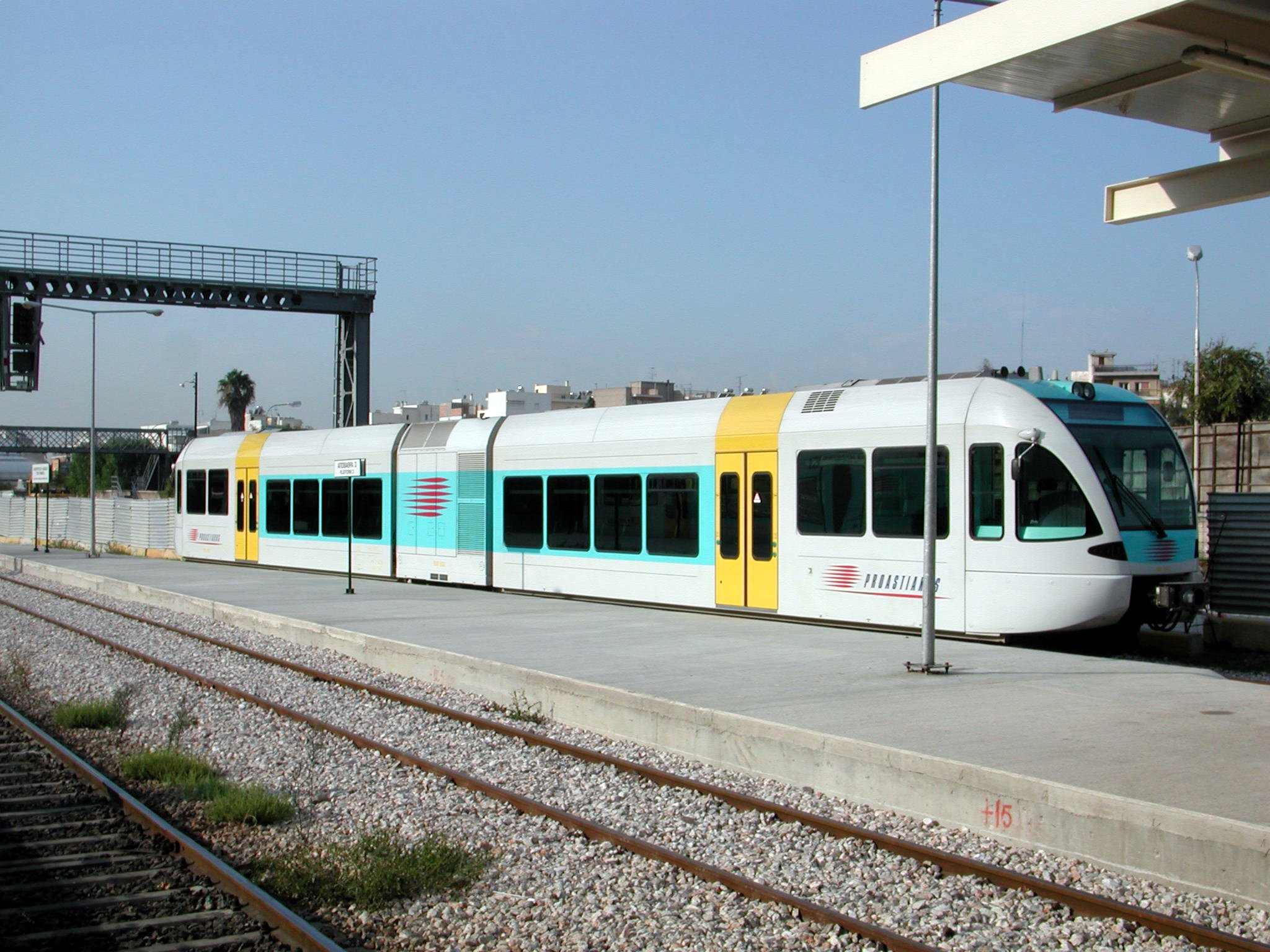
Ein Proastiakos-Zug im Bahnhof Athen

Der Bahnhof wird von Zügen des Proastiakos auf der Verbindung Piräus–Chalkida sowie von Fernzügen in Richtung Thessaloniki bedient. Am Bahnhof Athen besteht eine Umsteigemöglichkeit zur Linie 2 der Metro Athen. Internationaler Verkehr in die Nachbarländer wird seit 2011 ab Athen nicht mehr angeboten.